# 白滝遺跡
白滝遺跡（しらたきいせき）は、北海道紋別郡遠軽町字上白滝に所在する北海道地方における後期旧石器時代の代表的な遺跡であり、70あまりの遺物出土地点の総称でもある。十勝三股・置戸とならぶ黒曜石の大原産地である。

## 概要
白滝遺跡は湧別川の右岸の標高約420メートル、東西約200メートル、幅数十メートル平坦になった台地上に位置する。
遺物の種類と出土状況からⅠとⅡの文化層に分けられる。白滝Ⅱの文化層の石器群には、湧別技法によって作られた舟底型石器が検出されている。Ⅰではこの技法は伴っていない。放射性炭素年代測定法と黒曜石の水和層測定法によれば、ⅠがB.P.20000～15500年、ⅡがB.P.15000～12000年である。
本遺跡と対面する8号沢上流の山中に大規模な黒曜石の露呈がある。白滝村は日本最大の黒曜石の産出地として名高く、石器時代の遺跡が多い。
1989年（平成元年）1月に約2万2千平方メートル、1997年（平成9年）に、遺跡群の中心的部分の約33万平方メートルが国の史跡に指定されている。
2023年（令和5年）に、出土した黒曜石の石器や、石器を製作する際に出た数百点の破片を接合した「接合資料」など合わせて1965点が国宝に指定された。これは日本で最も古い時代の国宝になり、道内では函館市の中空土偶に次いで2件目の国宝指定となる。

## 遺跡発掘の経緯
1927年（昭和2年）遠間栄治によって発見された。旧石器時代の遺跡であることが判明したのは1953年（昭和28年）以降の吉崎昌一の踏査研究による。白滝遺跡は、昭和20年代末に名付けられた「白滝遺跡群」の一つで、白滝13地点遺跡ある。昭和30年代の初めに小規模な発掘が行われ、地表か約2メートルの遺跡包含層から舟底形石器・掻器・彫器・削器・石刃などが見つかっている。
昭和60年代になって木材搬出道路工事の際に多数の石器が露出し、その後遺跡破壊のおそれが出てきたため保存計画が立てられ、発掘調査が行われた。地表の約1メートル下から湧別技法による細石刃を含む石器群が現れた。これらの石器は460万点、10トンにも及ぶ多量である。石器の種類は、大小の尖頭器、大型両面調整石器、舟底形石器などが多く、各種の細石刃核もあり、それらの石器の接合資料が多数得られて製作状況が分かる。

## 文化財

### 国宝
- 北海道白滝遺跡群出土品（2023年6月27日国宝指定）[4]

### 国史跡
- 白滝遺跡群（1989年1月9日、1997年9月2日国史跡指定）[4]